# 버든: 세상을 바꾸는 힘
《버든: 세상을 바꾸는 힘》(영어: Burden)은 2018년 공개된 미국의 드라마 영화이다. 1996년 사우스캐롤라이나주 로렌스의 레드넥 숍을 둘러싼 실화를 바탕으로 한다. 이 영화는 앤드루 헤클러가 감독과 각본을 맡았으며, 로비 브레너, 빌 켄라이트가 제작하였다. 영화는 개릿 헤들런드, 포리스트 휘터커, 앤드리아 라이즈버러, 어셔, 톰 윌킨슨 등이 출연한다. 2018년 선댄스 영화제에서 초연되었으며 미국 드라마틱 오디언스 어워드를 수상하였다.

## 출연
- 개릿 헤들런드 - 마이크 버든 역
- 포리스트 휘터커 - 데이비드 케네디 역
- 앤드리아 라이즈버러 - 주디 역
- 어셔 - 클래런스 브룩스 역
- 톰 윌킨슨 - 톰 그리핀 역
- 크리스탈 R. 폭스 - 재니스 케네디 역
- 덱스터 다든 - 켈빈 케네디 역
- 오스틴 헤버트 - 클린트 역
- 테일러 그레고리 - 프랭클린 역
- 테스 하퍼 - 헤이즐 그리핀 역
- 데빈 브라이트 - 두에인 브룩스 역